# Georgenhalle

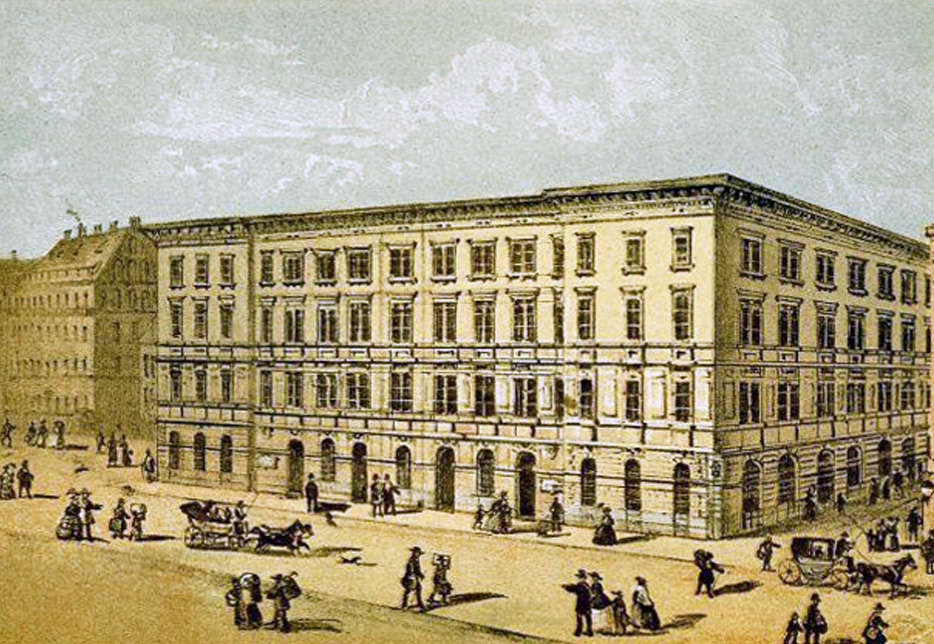
El Georgenhalle de Leipzig hacia 1860.

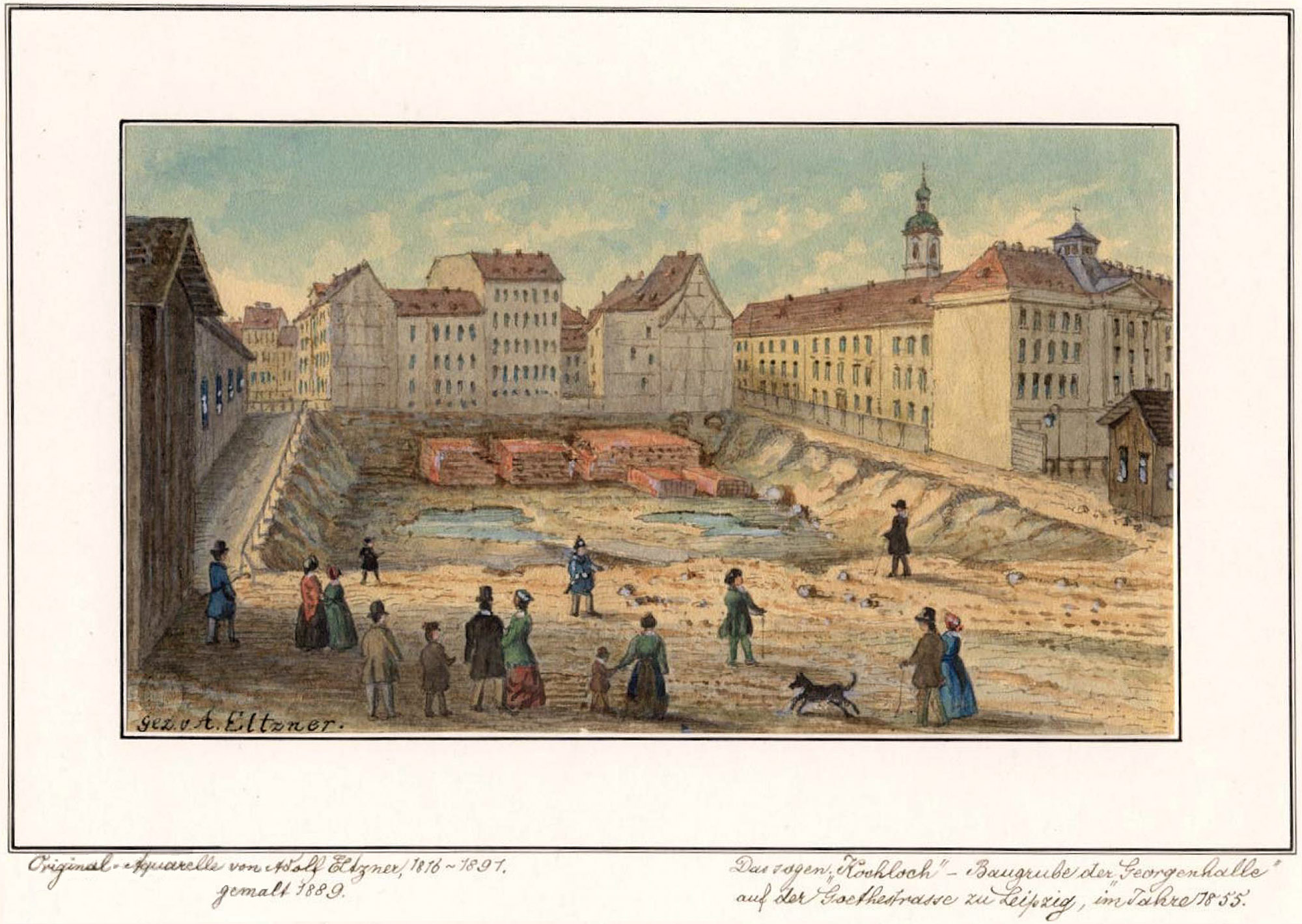
Construyendo los cimientos para el Georgenhalle en Leipzig: 1855.

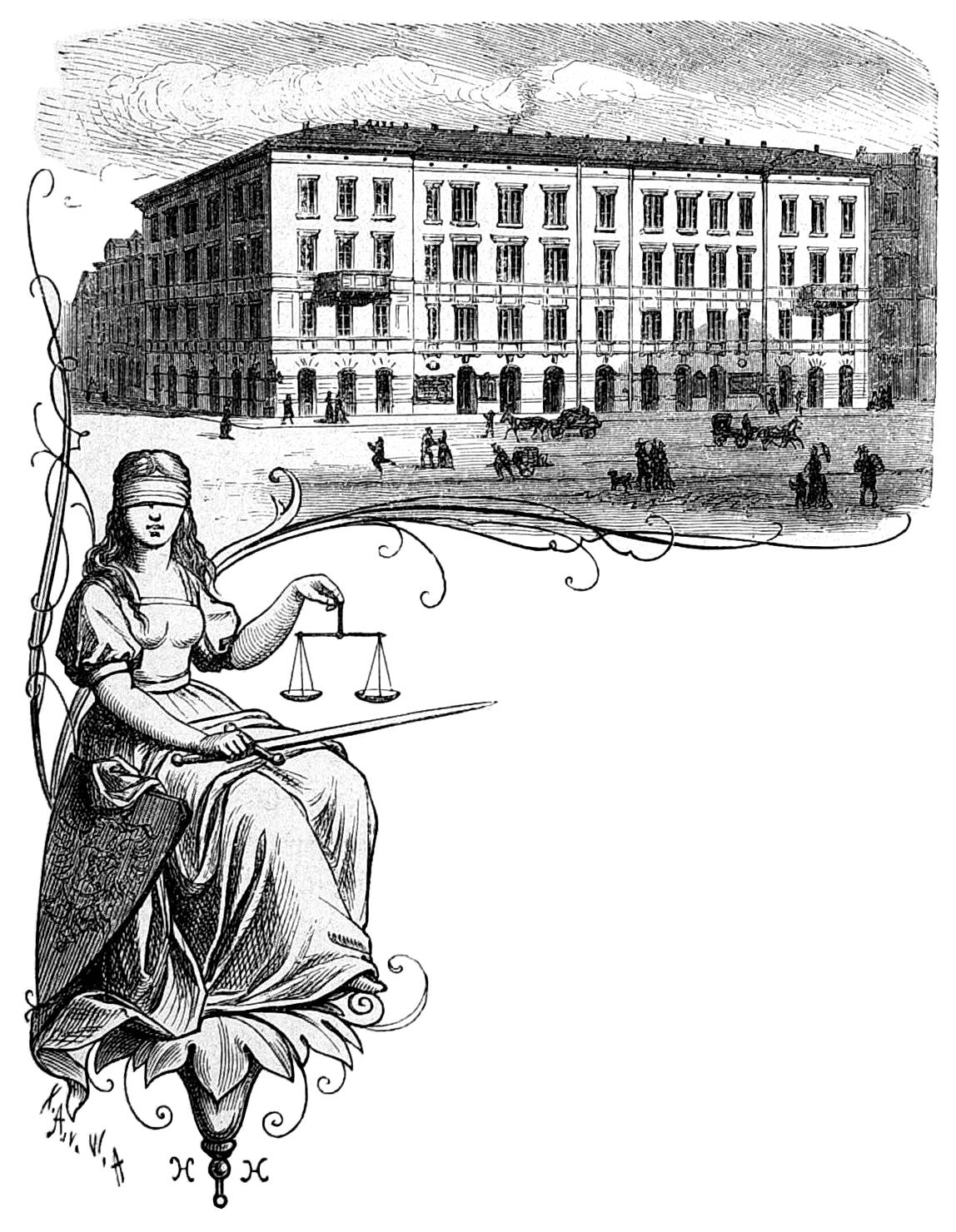
El Georgenhalle como sede del Reichsgerichts desde 1879 hasta 1895.

El Georgenhalle fue un conjunto inmobiliario de Leipzig situado en la calle Goethe. Limitaba al sur con la calle Ritter y al norte con la calle Brühl.

## Historia
En 1416 se abrió el Collegium Beatae Mariae Virginis, colegio mayor de la Universidad de Leipzig, en el extremo oriental de la calle Brühl. Estaba al lado de una famosa capilla dedicada a la Virgen María. En los años 1850, el ayuntamiento compró el inmueble y proyectó establecer en este espacio las carnicerías que por entonces estaban en la calle Reich. 
En 1857 se inauguró un edificio de cuatro pisos de estilo neoclásico cuya planta baja servía, principalmente, para la venta de carne. La fosa de la obra debió permanecer abierta demasiado tiempo a juicio de los lipsienses, porque en un dibujo de 1855 se la describe como el «agujero de Koch», en alusión al burgomaestre de aquel tiempo, Carl Wilhelm Otto Koch. El nombre del edificio, Georgenhalle, hacía referencia a la Georgenhaus, que se hallaba en el lado opuesto de la calle Brühl.
Durante dieciséis años, desde 1879 hasta 1895, el Georgenhalle fue la sede del recién creado Reichsgerichts, hasta que fue trasladado al nuevo edificio construido en el suroeste de la ciudad. Posteriormente, fue utilizado por la Stadtwerke Leipzig, la compañía municipal de suministros y transportes públicos.
En 1871, el príncipe (Fürst, en alemán) Otto von Bismarck, canciller de Alemania (Reichskanzler), fue nombrado hijo predilecto de Leipzig. Desde 1875 existió en el Georgenhalle una cafetería llamada en su honor «Fürst Reichskanzler».  En 1912, fue arrendada al fundador del Café Corso, quien añadió al negocio la posibilidad de que sus clientes pudieran consultar unos doscientos periódicos nacionales y extranjeros.
El 4 de diciembre de 1943 el Georgenhalle fue destruido a consecuencia de un bombardeo aéreo de la Royal Air Force durante la Segunda Guerra Mundial.

## Edificios posteriores
El solar permaneció vacío hasta que en 1964-65 la Volkseigener Betrieb (empresa de propiedad pública) Chemieanlagenbau construyó allí sus instalaciones administrativas. Era un edificio de siete plantas con las fachadas que daban a las calles Goethe y Brühl acristaladas y los forjados intermedios decorados de rojo.
En el verano de 2008 la ciudad compró el solar y el edificio fue derribado. La compañía Opernpark-Center GmbH, subsidiaria de Unister Holding GmbH, empresa dedicada al diseño y comercialización de sitios web, planeó la construcción de un edificio destinado a oficinas y viviendas con una superficie de, al menos, 25 000 m².